# Rossend Perelló
Rossend Perelló i Casellas (Gironella, 1912 — Barcelona, 13 de abril de 1976) fue un escritor español en lengua catalana.
Participó en muchos certámenes literarios. Con su esposa Maria Assumpta Losa Ortiz de Arril, fue padre de tres hijos: Maria Rosa, Esperança y Carles.

## Premios
- Flor Natural, Juegos Florales de Montblanch, 1956[2]
- Premi Joan Santamaria, 1960, Bob, fanalet vermell.[3]

## Obra

### Poesía
- L'enyor i les noces (1935)
- Camí de Maria (1948)
- Bonics (1952)

### Novela
- El president signa els dimarts (1954)

### Teatro
- Tres de servei (1958)